# CNET
CNET is een Amerikaans internetmediabedrijf en een technologiewebsite. CNET is opgericht in 1993 in San Francisco door Halsey Minor en Shelby Bonnie. Het bedrijf opereert wereldwijd in twaalf landen en bezit/beheert een paar van de bekendste domeinnamen van het net, waaronder news.com, download.com, MP3.com, search.com en TV.com. CNET staat voor "Computer Network".
In 2008 werd CNET overgenomen door CBS Corporation.